# Greenteam
Ein Greenteam [ˈgɹ⁠iːntiːm] ist eine Gruppe ab offiziell zwei Kindern und Jugendlichen im Alter von 9 bis 14 Jahren, die sich gemeinsam für den Umwelt- und Naturschutz einsetzt. Zurzeit sind in Deutschland rund 1.800 Kindern in 900 Greenteams aktiv.
Viele Greenteam-Aktivisten setzen ihr Engagement später in den Jugend-AGs der Greenpeace-Jugend oder in den Greenpeace-Erwachsenen-Gruppen fort.

## Gründen eines Greenteams
Jedes Kind kann sich kostenlos bei Greenpeace als Greenteam registrieren. Die Anmeldung zum Greenteam erfolgt online über die Kinder-Internetseite www.kids.greenpeace.de. Die Greenteams erhalten von Greenpeace zur Begrüßung ihre Greenteam-Ausweise und das „Handbuch – Umweltschutz für Greenteams leicht gemacht“, in dem sie viele Tipps rund um den aktiven Umweltschutz finden, zugeschickt. Außerdem finden regelmäßige (online) Treffen mit den Greenteams statt. 

## Aktionen

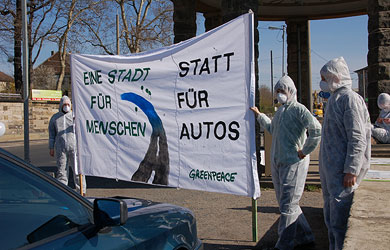
Aktion eines Greenteam in Dresden gegen die Waldschlösschenbrücke und damit verbundene CO_{2}-Emission

Ein Greenteam kann sich sowohl an Mitmach-Aktionen von Greenpeace beteiligen, als auch selbstständig eigene Aktionen, insbesondere zu Umwelt-Themen der Gruppe, starten. Zu Mitmach-Aktionen gehören zum Beispiel die deutschlandweiten Kinderkampagnen „Kids for Wales“, „Kids for Forest“ und „Kids for Earth“. Eigene Themen können die Greenteams frei wählen. Von Greenpeace wurden aber auch Themengebiete für Greenteams ausgearbeitet. So zum Beispiel Energie- und Rohstoffverschwendung in der Schule, Müll- und Abfallvermeidung, Luft- und Gewässerverschmutzung.
Aktivitäten der Greenteams werden immer im legalen Bereich durchgeführt. Demonstrationen, Kundgebungen, Infostände und Unterschriftensammlungen sind einige der vielfältigen Aktionsformen.
Für ihre Aktionen können Greenteams Infomaterial bei Greenpeace anfordern, wozu auch Anstecker und Aufkleber gehören. 

## Quelle
- Greenpeace-Flyer Greenteam Info, Nr. G 0112